# Hermann Lang
| Hermann Lang                        | Hermann Lang                   |
| ----------------------------------- | ------------------------------ |
| Hermann Lang 1951.                  |                                |
| Državljanstvo                       | njemačko                       |
| Europsko automobilističko prvenstvo |                                |
| Sezone                              | 1935. − 1939.                  |
| Momčadi                             | Mercedes-Benz                  |
| Utrke                               | 17                             |
| Prvenstva                           | 0                              |
| Pobjede                             | 2                              |
| Podiji                              | 6                              |
| Prvo startno mjesto                 | 5                              |
| Najbrži krugovi                     | 7                              |
| Prva utrka                          | Velika nagrada Njemačke 1935.  |
| Prva pobjeda                        | Velika nagrada Belgije 1939.   |
| Posljednja pobjeda                  | Velika nagrada Švicarske 1939. |
| Posljednja utrka                    | Velika nagrada Švicarske 1939. |

Hermann Lang (Bad Cannstatt, Drugo Njemačko Carstvo, 6. travnja 1909. - Bad Cannstatt, Zapadna Njemačka, 19. listopada 1987.) je bio njemački vozač motociklističkih i automobilističkih utrka.
U dobi od četrnaest godina, Hermann je morao naći posao kako bi pomogao uzdržavati obitelj nakon smrti oca. Mladi Lang pronašao je posao mehaničara motocikala, te na kraju kupio vlastiti rabljeni motocikl s kojim je započeo amaterske utrke. Pobijedio je u prvoj utrci na kojoj je nastupao i nedugo zatim odlučio se natjecati prvenstvu motocikala s prikolicom. S dvadeset i dvije godine osvojio je njemačko prvenstvo u brdskim utrkama motocikala s prikolicom.
Velika prekretnica u njegovoj karijeri uslijedila je kada se zaposlio u tvornici Mercedes-Benza. Postao je glavni mehaničar za model Mercedes-Benz W25A, kojim su upravljali Luigi Fagioli i Rudolf Caracciola. Godine 1935. upisao je prve nastupe u Europskom automobilističkom prvenstvu za Daimler-Benz AG u bolidu Mercedes-Benz W25A. I sljedeće 1936. nastupao je na nekoliko utrka, da bi 1937. odvezao punu sezonu, u kojima je stigao do tri postolja u Belgiji, Švicarskoj i Italiji, s tim da mu je na stazi Montenero u Italiji, pobjeda izmakla za samo 0,4 sekunde iza momčadskog kolege Rudolfa Caracciole. Sezonu je završio na trećem mjestu konačnog poretka vozača, iza Manfreda von Brauchitscha i prvaka Caracciole. Iste godine pobijedio je na Velikoj nagradi Tripolija, utrci koja se nije bodovala za prvenstvo.
Sljedeće 1938. osvaja postolje na Velikoj nagradi Francuske, te još jednom završava na trećem mjestu konačnog poretka vozača, opet iza Brauchitscha i Caracciole. Pobjeđuje i na dvjema neprvenstvenim utrkama, Coppa Ciano,  te još jednom na Velikoj nagradi Trioplija. Iste godine na utrci Coppa Acerbo, Lang je doživio incident koji je gotovo imao tragične posljedice. Na njegovom je automobilu pukla šipka koja mu je prekinula cijev za gorivo, a izliveno gorivo se zapalilo. Lang je uspio iskočiti iz bolida u pokretu, dok mu se kombinezon zapalio. Nakon valjanja u travi Lang je uspio ugasiti vatru sa sebe, te je prošao samo s opekotinama.
Godine 1939. upisuje prvu pobjedu na Velikoj nagradi Belgije na stazi Spa-Francorchamps. U nastavku sezone dolazi do još jedne pobjede na Velikoj nagradi Švicarske na stazi Bremgarten. Nakon utrke u Švicarskoj, sezona je prekinuta zbog izbijanja Drugog svjetskog rata. U trenutku prekida prvenstva, Hermann Paul Müller je bio vodeći vozač u ukupnom poretku. Usprkos tome, Njemački automobilistički savez je dodijelio titulu drugoplasiranom Langu. Razlog je bio bodovni sistem, koji je bio predmet rasprave cijelu sezonu. U svim sezonama Europskog automobilističkog prvenstva, prvak je postajao vozač s najmanje osvojenih bodova, a 1939. to se nastojalo promijeniti, tako da prvak postane vozač s najviše osvojenih bodova, no zahtjev nije naišao na odobrenje svih momčadi. Svakako AIACR, odnosno današnja FIA, nije dodijelio naslov niti jednom vozaču, a Njemački automobilistički savez nije bio nadležan za dodjelu naslova. Iste godine upisao je još tri pobjede na isto toliko neprvenstvenih utrka, Velikoj nagradi Paua, na utrci Eifelrennen na Nürburgringu, te treću godinu zaredom na Velikoj nagradi Trioplija.
Po završetku rata, počeo je nastupati na utrkama sportskih automobila, gdje je najveći uspijeh ostvario 1952., kada je zajedno sa suvozačem Fritzom Riessom u bolidu Mercedes-Benz W194, pobijedio na utrci 24 sata Le Mansa.	Nastupao je i na utrkama Mille Miglia 1952. i 1000 km Nürburgringa 1953., no obje utrke nije uspio završiti.
U Svjetskom automobilističkom prvenstvu, ono što danas zovemo Formula 1, upisao je dva nastupa. U prvom nastupu na Velikoj nagradi Švicarske na Bremgartenu, osvojio je peto mjesto u bolidu Maserati A6GCM, te dva boda. U drugom nastupu na Velikoj nagradi Njemačke 1954. na Nürburgringu, izletio je u 10. krugu sa svojim Mercedesom W196, u trenutku kada se nalazio na trećem mjestu iza momčadskih kolega Juana Manuela Fangia i Karla Klinga, te utrku nije završio.
Ubrzo nakon utrke u Njemačkoj, Lang je objavio da se povlači iz utrkivanja, te da se vraća svome poslu u Mercedesovoj kompaniji.

## Vanjske poveznice
- Hermann Lang - Driver Database
- Hermann Lang - Racing Sports Cars
- Hermann Lang - Stats F1